# Moses Ndiema Masai
Moses Ndiema Masai (ur. 1 czerwca 1986) – kenijski lekkoatleta, długodystansowiec.

## Osiągnięcia
- 2 złote medale mistrzostw Afryki juniorów (Radis 2005, bieg na 5000 m i bieg na 10 000 m)
- 3. miejsce na Światowym Finale IAAF (bieg na 5000 m, Stuttgart 2007)
- złoty medal w drużynie podczas mistrzostw świata w biegach przełajowych (Edynburg 2008)
- 4. lokata na igrzyskach olimpijskich (bieg na 10 000 m, Pekin 2008)
  - 12. lokata na igrzyskach olimpijskich (bieg na 10 000 m, Londyn 2012)
- brązowy medal mistrzostw świata (bieg na 10 000 m, Berlin 2009)

## Rekordy życiowe
- bieg na 5000 m – 12:50,55 (2008)
- bieg na 10 000 m – 26:49,20 (2007)

Również jego młodsze rodzeństwo – Linet oraz Dennis zawodowo zajmuje się bieganiem.